# Municipio de Santa María Jalapa del Marqués
El municipio de Santa María Jalapa del Marqués es uno de los 570 municipios en que se encuentra dividido el estado mexicano de Oaxaca. Su cabecera es el pueblo del mismo nombre.

## Geografía
El municipio de Santa María Jacatepec se encuentra localizado en el suroeste del estado de Oaxaca, forma parte del distrito de Tehuantepec en el Istmo de Tehuantepec. Tiene una superficie territorial de 732.048 kilómetros cuadrados que equivalen al 0.70 % de la superficie estatal. Sus coordenadas geográficas extremas son 16°21′ - 16°41′ de latitud norte y 95°19′ - 95°43′ de longitud oeste, y el su altitud va de un máximo de 1700 a un mínimo de 100 metros sobre el nivel del mar.
El municipio limita al norte con el municipio de Santa María Totolapilla, el municipio de Santiago Lachiguiri y el municipio de Santa María Guienagati; al noreste con el municipio de Santiago Laollaga y al este con el municipio de Magdalena Tlacotepec y el municipio de Santa María Mixtequilla; al sur limita con el municipio de Santo Domingo Tehuantepec, al oeste con el municipio de Magdalena Tequisistlán y al noroeste con el municipio de Nejapa de Madero.

## Demografía
La población total del municipio de Santa María Jalapa del Marqués de acuerdo con el Censo de Población y Vivienda realizado en 2020 por el Instituto Nacional de Estadística y Geografía, es de 11 735 habitantes, de los que 6 075 son mujeres y 5 660 son hombres.
La densidad de población asciende a un total de 16.24 personas por kilómetro cuadrado.

### Localidades
El municipio se encuentra formado por 23 localidades, las principales y su población de acuerdo al censo de 2020 son:
| Localidad                      | Población (2010) |
| ------------------------------ | ---------------- |
| Santa María Jalapa del Marqués | 8 958            |
| San Cristóbal                  | 711              |
| Llano Grande                   | 458              |
| Llano Vería                    | 261              |
| Total municipio                | 11 735           |

## Política

### Representación legislativa
Para la elección de diputados locales al Congreso de Oaxaca y de diputados federales a la Cámara de Diputados federal, el municipio de Santa María Jalapa del Marqués se encuentra integrado en los siguientes distritos electorales:
Local:
- Distrito electoral local de 18 de Oaxaca con cabecera en Santo Domingo Tehuantepec.[4]

Federal:
- Distrito electoral federal 5 de Oaxaca con cabecera en Salina Cruz.[5]

Conformacion del ayuntamiento
El Ayuntamiento de Santa María Jalapa del Marqués está conformada por un presidente municipal, un síndico, 3 regidores electos por mayoría y 2 regidores por integración.